# Pouteria campechiana
Pouteria campechiana, auch als Canistel bezeichnet, ist eine Pflanzenart innerhalb der Familie der Sapotengewächse (Sapotaceae). Sie stammt aus Mittelamerika. Als Obstbaum wird sie auch in Asien und Afrika kultiviert. Die Früchte werden roh gegessen oder weiterverarbeitet.

## Beschreibung

### Erscheinungsbild und Blätter
Pouteria campechiana ist ein immergrüner Baum, der eine Wuchshöhe von 5 bis 10, selten bis 20 Meter erreicht und eine schlanke Krone bildet. Die graubraune und längs gefurchte Borke gibt bei Verletzung weißen Latex ab.
Die wechselständig und gedrängt an den Enden der Zweige angeordneten Laubblätter sind in Blattstiel und Blattspreite gegliedert. Der fein behaarte Blattstiel ist 10 bis 25, selten bis 45 Millimeter lang. Die dünn ledrige, einfache Blattspreite ist bei einer Länge von 10 bis 35 Zentimeter sowie einer Breite von 4 bis 8 Zentimeter lanzettlich oder verkehrt-eilanzettlich mit lang keilförmiger Spreitenbasis, kurz ausgezogener Spitze und glattem Blattrand. Beide Spreitenseiten sind dunkelgrün und glänzend.

### Blüten und Früchte
Die Blüten stehen einzeln oder in Gruppen in den Blattachseln junger Zweige auf 5 bis 12 Millimeter langen, dicht behaarten Stielen. Die duftenden Blüten sind zwittrig mit doppelter Blütenhülle. Die fünf überlappenden, grünen Kelchblätter sind bei einer Länge von 4,5 bis 11 Millimeter sowie einer Breite von 8 bis 12 Millimeter eiförmig bis rundlich. Die fünf oder sechs grünlichen, cremefarbenen oder weißlichen und seidig behaarten Kronblätter sind zu einer 5 bis 6, selten bis 8 Millimeter langen Kronröhre verwachsen, die in fünf oder sechs Kronlappen endet.

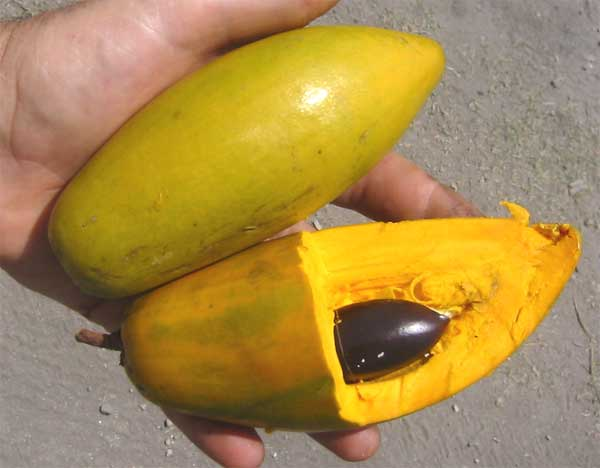
Früchte und Samen

Die bei einer Länge von 7,5 bis 14 Zentimeter sowie einem Durchmesser von 2,5 bis 11 Zentimeter rundlichen, breit eiförmigen oder spindelförmigen, bis 700 Gramm schweren Beeren sind am Ansatzpunkt des Fruchtstieles eingebuchtet und besitzen am oberen Ende oft eine kurze ausgezogene Spitze. Die Kelchblätter bleiben am Grund der Beere erhalten. Unreife Früchte geben bei Verwundung einen weißen, stark klebrigen Milchsaft ab. Die Fruchtschale reifer Früchte ist dünn, zäh, orangegelb, oft braun gescheckt, glatt, matt oder schwach glänzend. Das orange-gelbe Fruchtfleisch ist etwas faserig, mehlig, trocken und hat einen süßen, leicht aromatischen Geschmack. Die ein bis fünf Samen sind etwa 6,5 Zentimeter lang und 2,5 Zentimeter breit, verflacht eiförmig oder oval, an einem Ende zugespitzt, glänzend rotbraun mit breitem, weißem Hilum.
Pouteria campechiana blüht und fruchtet ganzjährig.

## Vorkommen
Das natürliche Verbreitungsgebiet von Pouteria campechiana liegt in Südmexiko, Belize, Guatemala, El Salvador, Costa Rica, Honduras, Nicaragua und Panama. Dieser Obstbaum wird häufig auf den Westindischen Inseln, in Mittelamerika, Florida, Indien, Sri Lanka, Indochina und Südostasien angebaut, seltener in Ostafrika und auf den Seychellen. Pouteria campechiana wächst auf armen und flachgründigen Böden im frostfreien Klima der Tropen und Subtropen und ist unempfindlich gegen Trockenheit.

## Systematik
Die Art Pouteria campechiana gehört zur Gattung Pouteria in der Unterfamilie Chrysophylloideae innerhalb der Familie der Sapotengewächse (Sapotaceae).
Diese Art wurde von Karl Sigismund Kunth 1819 als Lucuma campechiana (Basionym) erstbeschrieben. Charles Baehni stellte sie 1942 in die Gattung Pouteria.

## Verwendung

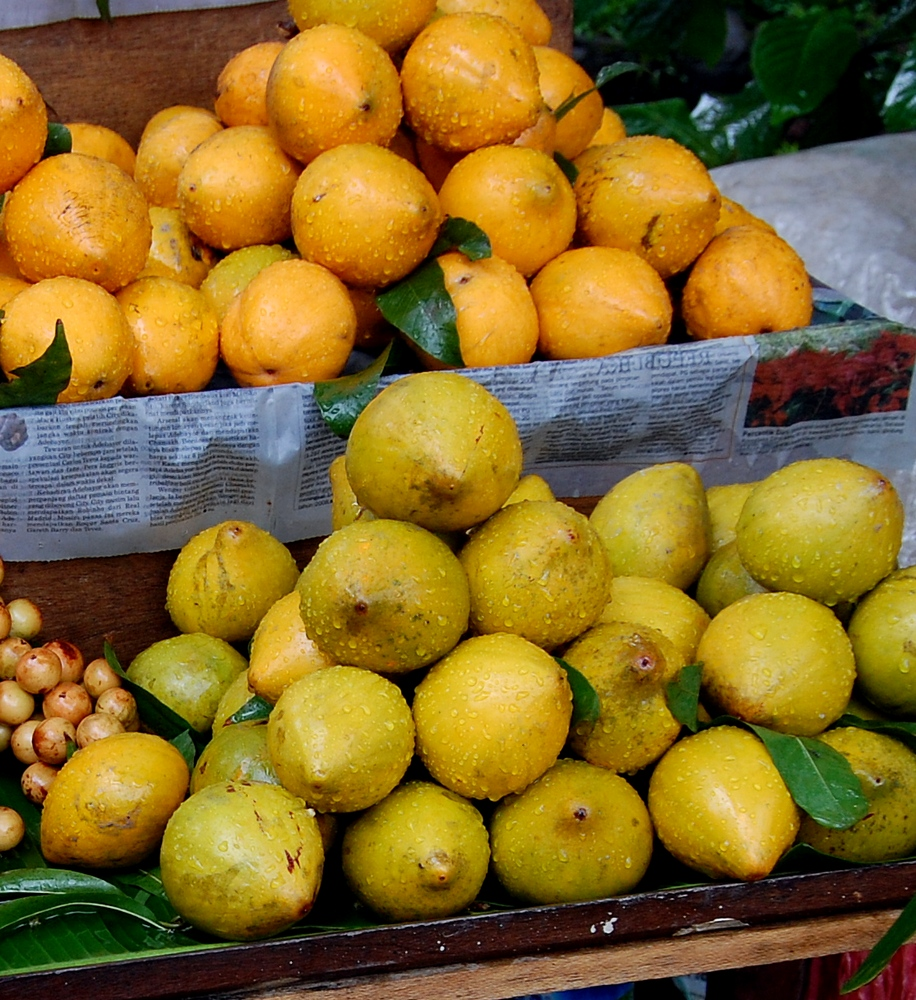
Früchte auf einem Markt in Jakarta

Die reifen Früchte werden ohne Schale als Obst oder gesalzen, gepfeffert und mit Zitronensaft beträufelt gegessen. Das Fruchtfleisch wird in Backwaren, für Puddings, Milchshakes, Marmelade und Speiseeis verwendet. Die Früchte sind nahrhaft, reich an Kohlenhydraten, Proteinen und den Vitaminen A, B und C.
In Mittelamerika werden Abkochungen der adstringierenden Rinde als Arznei gegen Fieber und Hautkrankheiten verwendet.
Die Vermehrung erfolgt durch Samen, wobei die Bäume durch Pfropfen veredelt werden. Geerntet werden die Früchte, wenn sie eine gelbe Farbe angenommen haben. Man lässt sie für den Verzehr noch wenige Tage nachreifen.